# Octau (llibre)

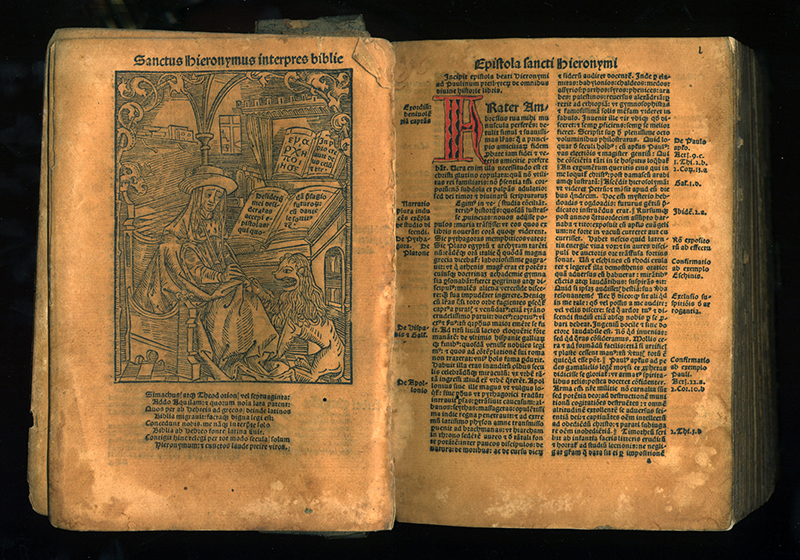
Biblia Latina de Jean Forbes in-octavo, Bâle 1495

El terme octau o en octau, (de l'anglès octavo i in octavo) designa un llibre o pamflet que té una mida d'un octau de foli. Un octau s'obté doblegant el paper original tres vegades, cosa que dona setze pàgines de text (imprimint per cada costat).
Ès a dir, un llibre o fullet en octau, està compost per un o més fulls (per exemple, de paper A2) plegant-lo tres vegades per produir vuit fulls en els que es poden imprimir 16 pàgines de text. Cada full d'un llibre en octau representa així una vuitena part de la mida del full original
El llibre català més antic, fou imprès en octau: es tracta de la Gramàtica de Mates, que fou impresa per Bartomeu Mates el 1463.
El terme «quart» també designa en l'actualitat llibres de la mida del octau de foli; vegeu l'article Mides de llibre.